# アントワーヌ・ビュノワ
アントワーヌ・ビュノワ（Antoine Busnois あるいは Busnoys , 1430年頃 - 1492年11月6日）はブルゴーニュ公国の作曲家・作詞家。モテットのような宗教音楽の作曲家として有名だが、15世紀においては最も著名な世俗シャンソンの作者だった。

## 伝記
幼児期についてはほとんど知られていないものの、おそらくベテューヌ近郊（現在のフランス、パ＝ド＝カレー県）の出身だったらしい。1467年までにブルゴーニュ公国の君主であるシャルル突進公に仕官し、ディジョンの礼拝堂で歌手を務めていた。ビュノワは宮廷歌手や作曲家としての任務に加えて、エーヌ・ヴァン・ギゼゲム（ハイネ・ファン・ヒゼヘム）に同じくブルゴーニュ公国士官でもあった。ビュノワは1475年のノイス（現ドイツ連邦共和国ノルトライン＝ヴェストファーレン州）攻略に出征し、1477年には、シャルル突進公が戦死したほどの、ロレーヌ公国の首都ナンシーでの攻略から、運好く生還することができた（あるいは出征しなかったらしい）。その後ビュノワは、ブルッヘの聖ソヴール教会St. Sauveurに奉職。同地にて他界するまで、この職務に就いていた。

## 創作と作曲様式
ビュノワは同時代の人たちから限りない称賛を勝ち得ていた。デュファイとオケゲムの間の世代では、おそらくヨーロッパ大陸で最も有名な作曲家の一人といえるだろう。 
作品は宗教曲と世俗曲がある。そのうち宗教音楽は、2つの定旋律ミサ曲と8つのモテットが現存している（おそらく大半の作品が紛失していよう）。聖母マリアのアンティフォナ《レジナ・チェリ（天の后）Regina coeli 》が数曲ある。様式的に言うと、ビュノワ作品は、デュファイやバンショワらの簡素でホモフォニー的なテクスチュアと、ジョスカンやゴンベールの通模倣様式との中間点に位置しているように聞こえる。ビュノワは模倣を、巧みに、だが特別な場合にのみ用い、なめらかで歌いやすい旋律線を作り出している。強烈な三和音の感覚は、来たる16世紀の慣習を先取りしている。
ビュノワは、フランス語の世俗歌曲であるシャンソンも作曲した。今なお作曲家としての名声を馳せているのは、主にこの分野である。ほとんどの曲がロンドー詩形によっているが、中にはベルジュレット形式のものもある。多くのシャンソンが人気を取ったが、おそらく現在は失われてしまった人気の歌曲を「原作」とするシャンソンもあったようだ。たぶん自作歌曲のほとんどに自分で歌詞を書いていよう。歌曲の旋律の多くは、たとえば（ヤーコプ・オブレヒトやジョスカンの例にある）《手に負えない運命の女神よFortuna desperata 》のように、ビュノワの死後から1世代以上を隔ててなお、ミサ曲作曲の定旋律に利用された。
16世紀イタリア音楽理論家ピエトロ・アーロンによると、有名なフランドル民謡《武装した人L'homme armé》の創作者がビュノワかもしれないという。ちなみにこの旋律は、ルネサンスの時期に最も広く流行し、しばしばミサ曲作曲の定旋律に利用された。